# Travis Pastrana

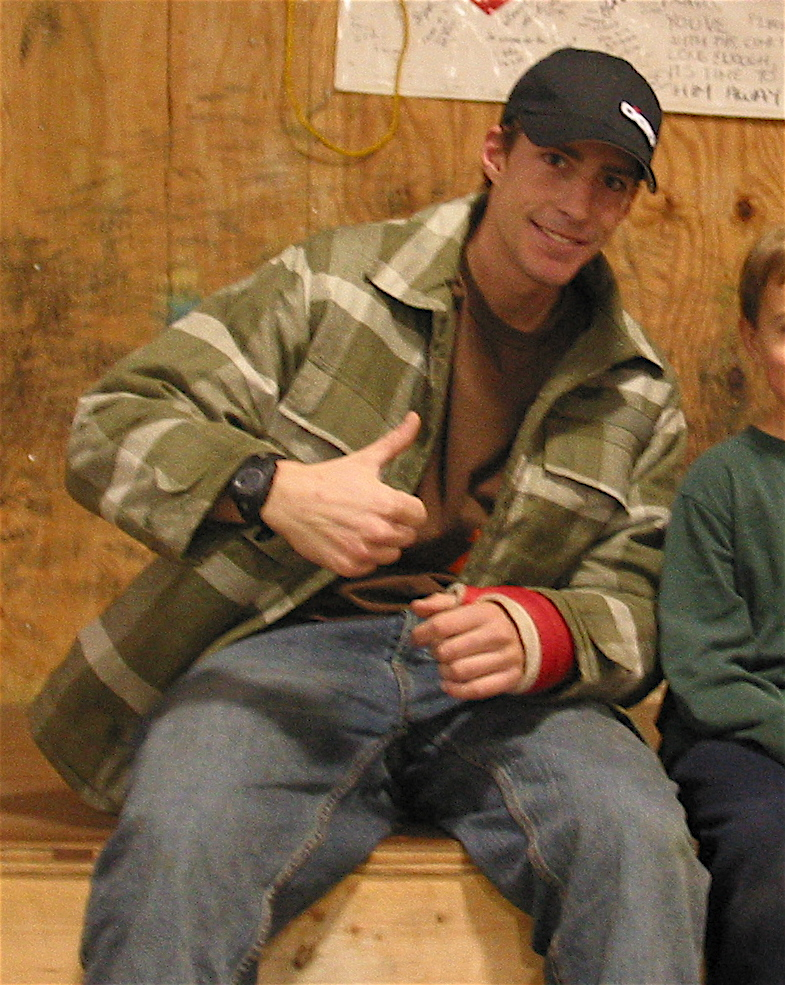
Travis Pastrana, 2004

Travis Alan Pastrana (Annapolis, Maryland, 8 oktober 1983) is een Amerikaans crossmotor(stunt)coureur. Hij beschrijft zichzelf als een professioneel action sports-atleet.

## Motocross
Pastrana maakte naam als motorcoureur in de Verenigde Staten. In 2000 werd hij Amerikaans kampioen 125cc, in 2001 werd hij kampioen in het East Coast 125cc kampioenschap. Verder kwam hij in 2000 uit in de Moto X of Nations.
In 2002 stapte Pastrana over naar de 250cc-klasse, ook bekend als "Supercross". Hij wist geen enkele race te winnen in deze klasse. Hij kwam altijd uit voor Suzuki.

## Rally
Vanaf 2003 nam Pastrana deel aan het Amerikaans rallykampioenschap. Hij kwam uit voor het Subaru team USA. Vanwege zijn resultaten werd hij uitgenodigd voor de Race of Champions in 2006.
- 2006 - Met de leeftijd van 23 jaar jongste rallyrijder ooit die de Rally America won.
- 2007 - Winnaar Rally America.
- 2008 - Winnaar Rally America.

Pastrana heeft deelgenomen aan een aantal rally's in het WRC.

## X Games
Pastrana heeft meerdere malen deelgenomen aan de X Games, met succes. Een overzicht:
- 1999 - Winnaar van het eerste MotoX Freestyle event. Behaalde de hoogste score ooit: 99:00 punten.
- 2000 - Winnaar MotoX Freestyle event.
- 2001 - Winnaar MotoX Freestyle event.
- 2003 - Winnaar MotoX Freestyle event. Tweede rijder ooit die een backflip maakt.
- 2004 - Pastrana crashte tijdens zijn eerste run, waardoor hij geen tweede poging mocht wagen. In de Freestyle werd hij tweede.
- 2005 - Winnaar MotoX Freestyle, door als eerste rijder ooit een dubbele backflip te maken.
- 2006 - Pastrana werd de eerste atleet ooit die 3 medailles pakt in 1 jaar. Hij won de MotoX freestyle, beste trick en het Rally Event.
- 2007 - Brons in het Rally Event.
- 2008 - Goud in het Rally Event.
- 2009 - Zilver in het Rally Event.

## Nitro Circus
Vanaf 2009 is Pastrana betrokken bij de MTV serie Nitro Circus. Het programma is een spin-off van Jackass, waarin zogenaamd extreme sporten beoefend worden. Hij neemt niet alleen stunts voor zijn rekening, hij is ook een van de producers van de serie.
Andere bekende sporters die meewerkten in Nitro Circus zijn onder anderen Andy Bell, Jolene Van Vugt, Greg Powell, Jim DeChamp en Erik Roner.
Na de reeks bij MTV is Nitro Circus nu te zien in diverse stadions over de hele wereld. Daarbij wordt gebruikgemaakt van twee grote schansen. Een schans is voor mountainbikes, skateboards en andere niet-gemotoriseerde voertuigen. Daarnaast is er een schans voor de freestyle motorcrosscoureurs. De BMX'ers en motorcrosscoureurs wisselen elkaar af tijdens de show en tonen de meest gewaagde en technische trucs in alle disciplines (ook frontflips met een rolstoel behoren tot het programma).

## Autosport
In 2003 en 2005 nam Pastrana deel aan enkele races in de Porsche Supercup. Vanaf 2011 doet hij ook mee aan enkele NASCAR-wedstrijden. In 2013 nam hij deel aan het gehele seizoen van de NASCAR Nationwide Series voor Roush Fenway Racing en behaalde de pole position tijdens de Aaron's 312 op de Talladega Superspeedway.

## Blessures
- Ontwrichte ruggenwervel. Op 14-jarige leeftijd kwam Travis afstand tekort bij een sprong. Als gevolg van de plotselinge stop is een ruggenwervel naar beneden geschoten, waarvoor hij 3 maanden moest revalideren.

## Records
- Hij was de eerste coureur die een dubbele backflip met een motor uitvoerde.
- Hij heeft de langste jump met een rallyauto op zijn naam staan; op 31 december 2009 sprong hij 269 voet (82 meter), over de haven van Long Beach.

## Trivia
- Pastrana komt altijd uit met het nummer 199.